# نادي فرسان هسبانيا
نادي فرسان هسبانيا نادي كرة قدم إماراتي من أندية الهواة يلعب في دوري الدرجة الثانية الإماراتي ويقع في دبي.